# そらうた
『そらうた』は、フロントウイングから2004年8月27日に発売された、アダルト恋愛アドベンチャーゲームである。
寂れた雰囲気の田舎（瀬戸内）が舞台になっている。ミステリー風だが、ややコミカルであったり、オカルト風な部分もあり、一風変わった雰囲気がある。
2008年10月24日にWindows Vista対応版として再発売されている。

## ストーリー
小学生に上がる前、主人公である小西道隆は、両親との自動車旅行中に高速道路でのトラック横転事故に巻き込まれて両親を喪い、それが原因で幽霊が見えるようになっていた。
彼は義理の姉に相当する、霊子の家に引き取られ、自然に囲まれた田舎（四国・香川県観音寺市）の、穏やかな環境で姉弟仲良く生活していた。
それから10年程が経過し、学園に通う道隆の夏休み。幼なじみの知夏も主人公宅によく通い、共に過ごした。
そんな中で、霊子は書き置きを残し、突然行方がわからなくなってしまった。更に数日後、夏休みが終わり、学園で飛び降り事件が起きたことを知り、幽霊となった永澄真奈と出会う。道隆は、これらの事件の後、一体どう行動するのか。

## キャラクター
小西 道隆（こにし みちたか）
声：ドラマCDのみだが、声優不明。
このゲームの主人公。観音寺学園二年。霊視能力があるが、それを秘密にしている。後述の小西霊子からは「みいくん」と呼ばれ、それ以外では、「道隆」と呼ばれる事が多い。一人称は他人と会話する時には「俺」だが、独白では一貫して「僕」。霊子と2人で海の近くにある小さな家で暮らしている。霊子のこととなると周りが見えなくなるなど若干シスコンの気がある。
小西 霊子（こにし たまこ）
声：吉田皐月
主人公と同居している義理の姉。今年で25歳。眼鏡をかけている。実際は父方の叔父夫婦の娘で、血縁上は従姉にあたる。他のキャラクターからは「たまねえ」と呼ばれ親しまれている。マイペースで、のんびりとした性格。両親を亡くした主人公の親代わりを自負しており、本人曰く「どこに出しても恥ずかしくない」人間に育てることを目指している。野菜を育てるのが趣味で、家庭菜園がある。主人公の霊視能力を唯一知っている人物でもある。普段はフリーライターの仕事をしているが、アイデアに詰まると「アイデア絞り体操」と称して逆立ちしながらバタ足をしたり、奇声を上げたり、壁にひたすら頭を打ち付けるなどの奇行に走ることがある。しばしば会話に丁寧語が混じる。後述の祖母の葬儀の翌日に、書き置きを残して失踪。
佐倉 知夏（さくら ちか）
声：神村ひな
主人公のクラスメイトであり、幼なじみ。能動的で明るい性格。幼なじみではあるが、主人公の霊視能力については知らない。知夏（ちか）と呼ばれるが本名はともかであるが、幼馴染である主人公ですら忘れている。主人公に想いを寄せているが、ほとんど相手にされておらず、従姉の方ばかり気にかけている彼に内心苛立っている。主人公とは逆に山側に住んでいる。霊子の失踪後、主人公と共に悲しんだ後、自分が姉代わりになると宣言した。料理の腕は壊滅的で基本的に全て炭化させてしまうため、以前弁当が普通に作れた時には「奇跡が起きた」と自分で言っていた。
永澄 真奈（ながすみ まな）
声：赤白杏奈
学園二年で主人公の隣のクラスの女子生徒。物語の序盤（始業式の前日の夜間）に飛び降り自殺をしてしまい、それ以降、幽霊となって登場する。後述の夕凪澪とは、非常に仲が良い。生前は、親友の夕凪澪と絵本を作っていた。物語を作るのが得意だった為、絵本の物語の部分を担当していた。幽霊なのに人間くさく、結構世話焼き。実際は自分が死んだ事は意外に気にせず、親友である夕凪澪の事が気になって成仏できないでいる。主人公とは、幽霊になった後で知りあう。知夏によれば、生前は人付き合いのいい方ではなく、後述の澪と一緒にいることがほとんどで、友人らと遊びに行くことも無かった。
夕凪 澪（ゆうなぎ みお）
声：まきいづみ
永澄真奈の親友。内気で穏やかな物腰。親友である永澄真奈が生前の時に一緒に、絵本を作っていた。絵を描くのが得意だった為、絵本の絵の部分を担当していた。真面目で、授業態度は優秀だが成績は中の上くらい。
瀬戸内 葵（せとうち あおい）
声：野神奈々
主人公のクラスメート。記憶喪失になってしまった女の子であり、無口で神秘的な雰囲気がある。主人公とは、記憶喪失後に友達になった。本人が主人公に語った内容によれば、2か月前に自宅のマンションで目を覚ました時には、既に自分の名前以外何も思い出せなくなっており、しばらく冷蔵庫の中の食料を食べて過ごしていた所に、親戚から電話がかかって来たことで記憶喪失が判明した。両親は既に亡く、親戚が後見人になっている。記憶喪失になる前から親しい友人はほとんどいなかったが、以前の彼女を知る人間からは記憶喪失になって以降人が変わってしまったと評されている。無口で感情が乏しい。

## サブキャラクター
犬伏 薫（いぬぶし かおる）
声：岬友美
学校の保健医。今年で25歳。若くて美人のため、彼女を狙っている男性教師も多い。面倒見が良く、学生からよく相談を持ちかけられているが、整理が苦手で受け持ちの保健室がしょっちゅう散らかっており、しばしば主人公たちに片づけを手伝ってもらったりもしている。
冴木 真矢（さえき しんや）
声：小池竹蔵
クラスの担任。それなりのルックスの良さを持ち、気さくな性格である。
幽霊の少女
物語の冒頭で主人公が出会い、会話を交わした幽霊。亡くなったのは十年前。初めて出会った、自分の姿が視える人間（主人公）に成仏の方法を訊ねたが、未練があるからと言う理由で結局その場では成仏せずに姿を消した。
父親
声：小池竹蔵
霊視能力を得た主人公が最初に出会った幽霊で主人公の実父。主人公のためを想って自らと妻の事故死を告げ、「立派に生きるんだぞ」と言い残して成仏した。
母親
声：吉田皐月
同じく主人公が最初に出会った幽霊で実母。主人公との別れを惜しみつつも、夫に諭されて後ろ髪を引かれながらも別れの言葉を告げ成仏した。
霊子の祖母
本編序盤で亡くなった人物。小西家から車で2時間ほどの距離にある神社の神主を生前務めていた。享年80。葬儀に参列した親戚や近隣住民の会話によれば、自宅にある倉で何か探し物をしていた所、落下して亡くなった。その後は成仏したのか、主人公らが葬儀に参列した際は主人公が幽霊となった姿を見ることは無かった。

## スタッフ
- 原画：フミオ
- シナリオ：ヤマグチノボル、橘ぱん、屑美たけゆき、反転星
- 主題歌：「そらうた」佐藤ひろ美